# Operació Excés
L'operació Excés (anglès: Operation Excess) va ser una sèrie de combois de subministrament britànics a Malta, Alexandria i Grècia el gener de 1941. L'operació va trobar la primera presència d'avions antinavegació de la Luftwaffe al mar Mediterrani. Tots els carguers van arribar a les seves destinacions. El destructor Gallant va ser inhabilitat per les mines italianes i els bombarders de l'Eix van danyar greument el creuer Southampton i el portaavions Illustrious.

## Fons
La declaració de guerra d'Itàlia el 10 de juny de 1940 va portar la Segona Guerra Mundial al mar Mediterrani i va situar la Regia Aeronautica a cavall de la tradicional ruta marítima britànica als ports de l'oceà Índic, mentre que la Regia Marina va triplicar aproximadament el nombre de cuirassats, creuers i submarins disponibles per desafiar el poder marítim britànic. La Royal Navy havia mantingut la Mediterrània oriental i França la Mediterrània occidental, però el Segon armistici de Compiègne va retirar la marina francesa de l'aliança el 25 de juny de 1940. Des de les bases de Gibraltar i Alexandria, la Royal Navy va intentar transportar subministraments a Malta per mantenir-la com a base al Mediterrani central. Quan Itàlia va atacar Egipte des de Líbia el setembre de 1940 i Grècia des d' Albània l'octubre de 1940, la Royal Navy va mantenir la major part de la seva flota mediterrània a Alexandria mentre que la Força H a Gibraltar es va utilitzar per a les incursions. Els èxits britànics a principis de novembre de 1940, incloent l'aturada de l'ofensiva italiana a Grècia i la desactivació dels cuirassats italians Littorio, Conte di Cavour i Duilio a la batalla de Tàrent, van proporcionar incentius i oportunitats per proveir Malta i Grècia.

## Preparatius

### Aliats
El comboi MC 4 estava format per quatre vaixells de càrrega a Gibraltar; el Clan Cumming, el Clan MacDonald i l'Empire Song portaven material destinat al Pireu; l'Essex transportava 3.000 tones llargues (3.048 t) de llavors de patates, 4.000 tones llargues (4.064 t) de munició i dotze Hawker Hurricanes en caixes per a Malta.
El comboi MW 5 estava format pels carguers Breconshire i Clan Macaulay a Alexandria amb càrrega amb destinació a Malta.
El comboi ME 6 estava format per nou vaixells de càrrega que esperaven a Malta per passar a Alexandria.
La Força A estava formada per l'HMS Warspite, Valiant, Nubian, Mohawk, Dainty, Gallant, Greyhound, Griffin, Jervis i Illustrious per navegar des d'Alexandria, cobrint els combois MC 4, MW 5 i ME 6 a l'est dels Skerki Banks.
La Força B de l'HMS Gloucester, Southampton, Ilex i Janus transportaria cinc-cents soldats i aviadors des de l'Egeu fins a Malta i s'unirien al comboi MC 4 després de desembarcar els seus passatgers a Malta.
La Força C havia de protegir el Convoy MW 5 amb l'HMS Calcutta, Defender i Diamond.
La Força D, HMS York i Orion, havia de navegar des d'Alexandria amb les corbetes classe Flower Gloxinia, Peony, Hyacinth, Salvia i el petroler Brambleleaf a les quals s'uniran l'HMS Ajax i el HMAS Perth des de la badia de Suda.
La Força F havia de cobrir el Convoy MC 4 amb l'HMS Jaguar, Hero, Hasty, Hereward i Bonaventure portant quatre-cents soldats i aviadors a Malta.
La Força H havia de protegir el Convoy MC 4 des de Gibraltar fins als Skerki Banks amb l'HMS Malaya, Renown, Sheffield, Faulknor, Fury, Forester, Fortune, Firedrake i Ark Royal transportant sis Fairey Swordfish cap a Malta.

### Eix
Cinc-cents avions anti-navegació del Fliegerkorps X estaven sent traslladats de Noruega a Sicília per protegir els combois de l'Eix al nord d'Àfrica i evitar el pas dels combois britànics a Malta.

## La batalla

### 6 de gener de 1941

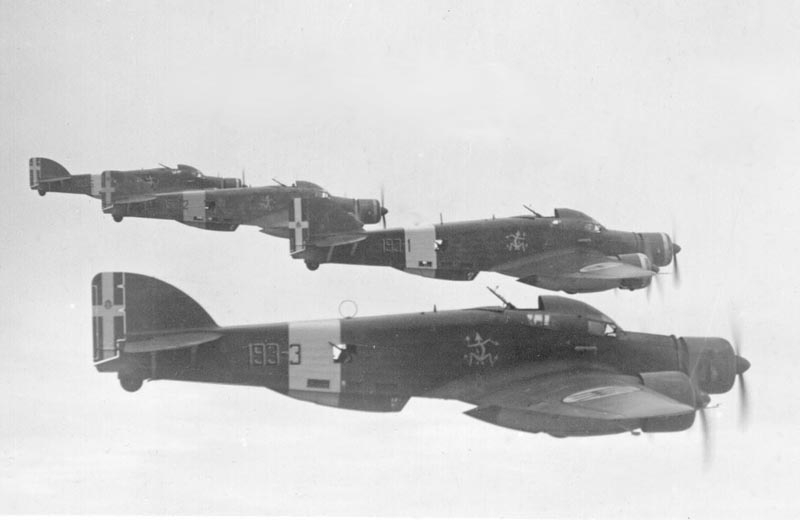
El personal de la Royal Navy acostumat a aquests SM.79 de la Regia Aeronautica es va sorprendre per la intensitat de les operacions del X Fliegerkorps trobades durant l'operació Excés.

El comboi MC 4 va sortir de Gibraltar, fent una finta cap a l'Atlàntic, abans de girar cap a Malta a la foscor, per enganyar els agents de l'Eix prop de Gibraltar.

### 7 de gener
La Força H va navegar des de Gibraltar per cobrir el comboi MC 4. La Força A, la Força D i el comboi MW 5 amb la Força C van navegar des d'Alexandria i la Força B va navegar des de l'Egeu cap a Malta. La Força A va ser localitzada per reconeixement aeri italià aquella tarda.

### 8 de gener
La Força B va aterrar els seus passatgers a Malta i es va dirigir cap a l'oest per trobar-se amb el convoi MC 4. Els bombarders Vickers Wellington van atacar Nàpols danyant el Giulio Cesare amb tres quasi accidents i fent que l'únic cuirassat italià operatiu, el Vittorio Veneto, es retirés dels combois que s'acostaven.

### 9 de gener
La Força A es va unir per la Força D i l'HMAS Sydney a 210 nmi (240 mi; 390 km) al sud-est de Malta, la Força B es va unir al comboi MC 4; el comboi MC 4 i la Força H van ser descoberts per avions italians i atacats per deu SM.79s des de Sardenya. Dos SM.79 van ser abatuts pels Fairey Fulmars de l'Ark Royal i un atac posterior de 15 Fiat CR.42 Falcos que transportaven bombes de 220 lliures (100 kg) també va fallar. La Força H va sortir del comboi MC 4 aquella tarda després que Ark Royal llancés sis Swordfish per a la defensa de Malta; la Força A es va unir al comboi MC 4 al capvespre.

### 10 de gener
Els vaixells italians de La Spezia no van aconseguir trobar la Força H. El submarí italià  Ruggiero Settimo i les torpedineres Circe i Vega (sota el capità de fragata Giuseppe Fontana) van llançar torpedes contra el comboi MC 4 però van fallar. El Bonaventure i el Hereward van enfonsar la Vega a 6 milles nàutiques (6,9 milles; 11 km) al sud de Pantellaria a les 08:30 i la Circe va escapar sense danys. El Bonaventure va quedar lleugerament danyat i dos homes van morir; el 75 per cent de la seva munició es va gastar en el compromís. Dos de la tripulació de Vega van sobreviure. Just després del compromís, que va empènyer el comboi britànic massa lluny al sud de la seva ruta, el Gallant va colpejar una mina naval a les 08:35. La proa va ser destruïda i 65 homes van morir. El Mohawk va agafar el Gallant a remolc cap a Malta mentre els creuers de la Força B proporcionaven protecció dels atacs aeris. Els combois MC 4 i MW 5 van arribar a Malta i el comboi ME 6 va partir cap a Alexandria.
Els Fulmars de l'Illustrious va abatre un avió italià que seguia a la Força A a les 09:30. El Valiant va evitar els torpedes llançats per dos SM.79 que s'acostaven sota l'horitzó del radar a les 12:30. Quan la patrulla aèria de combat Fulmars baixava altitud per enfrontar-se als SM.79, la Força A va ser atacada a les 12:35 per 18 He 111 del KG 26 i 43 Ju 87 del StG 1 i del StG 2 escortats per 10 Bf 110 del ZG 26. L'Illustrious va completar el llançament dels avions de patrulla Fulmar i Swordfish a mesura que es desenvolupava l'atac. L'Illustrious era l'objectiu principal i estava envoltat de trombes d'aigua i boira de bombes que explotaven. Alguns bombarders que es llançaven en picat des d'una altitud de 12.000 peus van retardar l'alliberament de la bomba fins que van sortir per sota de l'alçada de l'embut de l'Illustrious. Els cinc Fulmars de la patrulla aèria no havien tornat de perseguir els SM.79 que van atacar el Valiant i els quatre Fulmars recentment llançats no van poder guanyar altitud amb prou rapidesa per trencar l'atac. Els Fulmar van reclamar vuit avions enemics durant el bombardeig de la Força A mentre es traslladaven als aeròdroms de Malta per repostar combustible i tornar a armar-se. El Warspite va ser lleugerament danyat per una bomba. L'Illustrious va ser colpejat per cinc bombes, inclosa una que no va explotar i un quasi accident va desactivar el seu mecanisme de timó. Una bomba que va colpejar un ascensor rebaixat va causar grans danys en l'hangar, amb moltes víctimes entre el personal de manteniment d'avions, nou Swordfish i cinc Fulmars destruïts. A les 15:30 l'Illustrious es va dirigir cap a Malta amb motors. Els bombardejos van continuar. Set SM.79 es van veure desanimats pel fort foc antiaeri, però un atac de sis Ju 87 italians a les 16:00 va provocar un altre impacte amb una bomba i dos gairebé accidents. Catorze Ju 87 alemanys van perdre el Valiant i el Janus i un atac posterior de 14 He 111 va ser igualment ineficaç. L'Illustrious va arribar a Malta a les 21:30 i patiria 126 morts i 91 ferits quan va sortir de Malta.

### 11 de gener
El Gallant va ser encallat al Gran Port de Malta a l'alba i mai no va ser reparat. Quan el Mohawk i els creuers de la Força B sortien de Malta per unir-se a la Força A, van ser sorpresos per 12 Ju 87R del II/ St.G .2 atacant des del sol a les 15:20. El Gloucester va ser colpejat per una bomba que no va explotar i el Southampton va ser colpejat per dues bombes, que van matar vuitanta homes i van iniciar incendis, el que va requerir que el vaixell fos enfonsat a 180 milles nàutiques (210 milles; 330 km) a l'est de Malta. La Fforça H va tornar a Gibraltar.

### 12 de gener
La Força A va ser reforçada a l'oest de Creta per la Força B, els creuers de la Força D, HMS Barham i Eagle des d'Alexandria.

### 13 de gener
El comboi ME 6 va arribar a Alexandria.

### L'lIllustrious Blitz
El que els maltès van anomenar Illustrious Blitz va començar quan les existències de bombes esgotades durant els atacs del 10 i 11 de gener es van reposar i l'Eix va fer el màxim esforç per destruir l'Illustrious abans que pogués ser reparat. L'Illustrious i l'Essex van ser colpejats durant un atac aeri el 16 de gener. Deu Macchi C.202, deu CR.42 i vint Bf 110 van escortar 44 Ju 87. Les bombes que van explotar al Grand Harbour van matar nombrosos peixos, que van ser recollits després de l'atac i menjats. L'Illustrious no va ser greument danyat, però una bomba va esclatar a la sala de màquines de l'Essex , matant 15 homes i ferint-ne 23 més. Hi va haver un altre atac aeri fort el 17 de gener i l'Illustrious va tornar a ser colpejat en un atac aeri el 18 de gener. L'Illustrious no va ser danyat per l'últim gran atac el 19 de gener. L'Illustrious va salpar de Malta el 23 de gener, però els seus Fulmar es van quedar per defensar l'illa. L'Illustrious va poder completar reparacions addicionals després d'arribar a Alexandria el 25 de gener, però la restauració de l'efectivitat total del combat va requerir un viatge a les drassanes dels Estats Units.

## Pèrdues
Els caces Fairey Fulmar i els artillers antiaeris de la Royal Navy van abatre almenys set avions el 10 de gener de 1941, en defensa de l'Illustrious, mentre es va perdre un Fulmar. No es va perdre cap mercader durant Excés , però la Royal Navy va perdre un creuer enfonsat i un destructor danyat irreparablement.